# Love You to Death
Love You to Death är det åttonde studioalbumet av den kanadensiska popduon Tegan and Sara, utgivet den 3 juni 2016 på Vapor Records och Warner Bros. Records. Albumet är inspelat i Los Angeles och producerat av Greg Kurstin, som ansvarade för deras föregående album Heartthrob.
Första singeln, "Boyfriend", släpptes den 8 april 2016.

## Bakgrund
Tegan and Sara slutförde inspelningen av deras åttonde studioalbum i november 2015. Den 10 mars 2016 tillkännagav duon att albumet kommer att få titeln Love You to Death och släppas den 3 juni 2016. Den 8 april gjordes albumet tillgängligt för förhandsbokning genom Itunes Store, samtidigt som "Boyfriend" och "U-Turn" kunde köpas i fullängd och streamas via Spotify.

## Låtlista
| Nr  | Titel                | Kompositör                               | Längd |
| --- | -------------------- | ---------------------------------------- | ----- |
| 1.  | That Girl            | Tegan Quin, Sara Quin                    | 2:44  |
| 2.  | Faint of Heart       | T. Quin, S. Quin                         | 2:54  |
| 3.  | Boyfriend            | T. Quin, S. Quin, Greg Kurstin           | 2:47  |
| 4.  | Dying to Know        | T. Quin, S. Quin, Kurstin, Jesse Shatkin | 3:37  |
| 5.  | Stop Desire          | T. Quin, S. Quin                         | 3:17  |
| 6.  | White Knuckles       | T. Quin, S. Quin                         | 3:18  |
| 7.  | 100x                 | T. Quin, S. Quin, Shatkin                | 3:02  |
| 8.  | BWU                  | T. Quin, S. Quin, Kurstin                | 3:21  |
| 9.  | U-Turn               | T. Quin, S. Quin, Kurstin                | 2:58  |
| 10. | Hang On to the Night | T. Quin, S. Quin                         | 3:29  |

## Medverkande
- Tegan Quin – sång
- Sara Quin – sång
- Chris Allgood — masteringassistent
- Julian Burg – ljudtekniker
- EE Storey — omslagsdesign
- Chris Galland — assistent
- Greg Kurstin – gitarr, bas, trummor, piano, keyboard, ljudtekniker, producent
- Emily Lazar – mastering
- Pamela Littky — fotografi
- Manny Marroquin – ljudmix
- Alex Pasco – ljudtekniker
- Ike Schultz — assistent
- Jeff Sosnow — A&R

Medverkande är hämtade från Allmusic.

## Listplaceringar
| Lista (2016)                     | Högsta position |
| -------------------------------- | --------------- |
| Australien (ARIA Charts)         | 13              |
| Belgien (Ultratop Flandern)      | 61              |
| Belgien (Ultratop Vallonien)     | 156             |
| Irland (IRMA)                    | 29              |
| Kanada (Canadian Albums Chart)   | 3               |
| Storbritannien (UK Albums Chart) | 30              |
| USA Billboard 200                | 16              |